# 국지연
국지연(1984년 4월 17일 ~ )은 대한민국의 모델 겸 배우이다.

## 학력
- 동덕여자대학교 방송연예학과
- 고려대학교 대학원 사회복지학과 석사
- 뉴욕대학교 영화학과 석사

## 연기 활동

### 드라마
- 2008년 KBS2 아침드라마 《난 네게 반했어》
- 2009년 KBS2 월화드라마 《꽃보다 남자》 ... 최진희 역
- 2010년 MBC 수목드라마 《아직도 결혼하고 싶은 여자》
- 2010년 MBC 아침드라마 《주홍글씨》 ... 진진주 역

### 영화
- 2006년 《마음이...》 ... 여행사 직원 역
- 2009년 《김 씨 표류기》 ... 환상녀 역
- 2010년 《더 브라스 퀸텟》
- 2014년 《민우씨 오는 날》 ... 재활치료사 역

### 뮤직비디오
- 2010년 마이티 마우스 - 사랑이 올까요

## 광고
- 동아오츠카 그린타임 건미차 (2006년)
- 피자헛 스타벅스 Seattle Latte (2007년)
- KT (2007년)
- 던킨 도너츠 SHINHAN CARD (2008년)
- KIWI Omphalos ROWENTA (2009년)
- 도시바 (2009년)
- 코리아나 (2009년)
- 롯데카드 SKY (2010년)
- 동부건설 동부센트레빌 (2010년)
- KT Olleh (2013년)
- 바닐라코 전속모델 etc (2014년)
- 설화수 (2014년)